# デ・ラ・ファンタジア
座標: 北緯35度9分42.7秒 東経136度53分1.6秒 / 北緯35.161861度 東経136.883778度

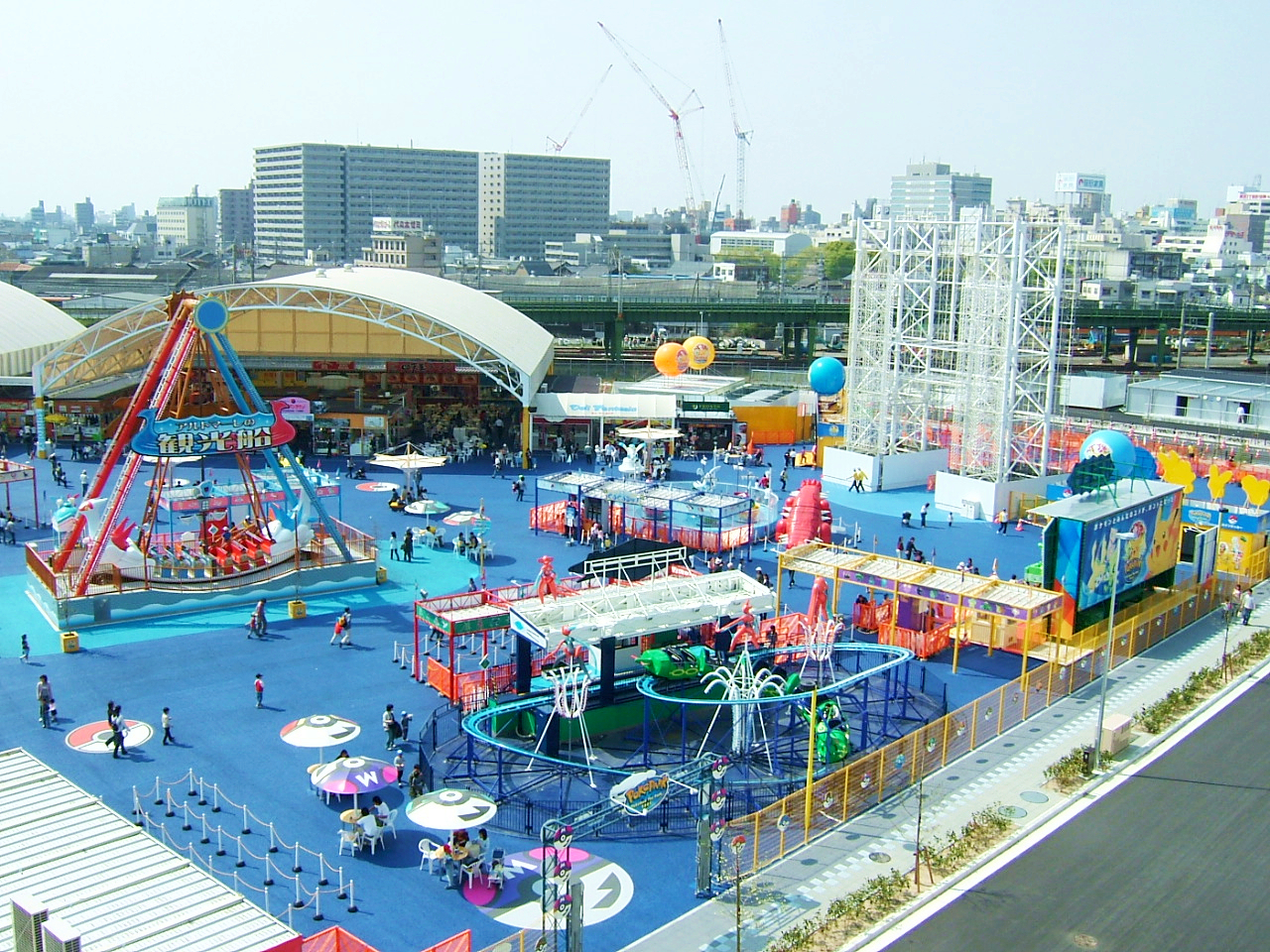
デ・ラ・ファンタジア

デ・ラ・ファンタジア（De・La・Fantasia）は、2005年（平成17年）3月18日から同年9月25日まで愛知県名古屋市中村区平池町の旧国鉄笹島駅（貨物駅）跡地で開催されていた、2005年日本国際博覧会の複合娯楽施設を兼ねたサテライト会場である。

## 概要
2005年日本国際博覧会の会場分散は博覧会協会発足の翌年である1998年（平成10年）には開始されたものの、2001年（平成13年）3月BIE総会において博覧会としての分散会場を認めない方針を確認したため、笹島地区は「広域連携による博覧会への参加」という形で事業を進めることとなった。
また、「民間活力の導入を図る」の方針により、名古屋市とともに主催者となる事業者をプロポーザル方式により募集することとし、5件の応募の中から、2002年（平成14年）12月10日、「グループファンタジア」を選定した。
- 開催期間：2005年3月18日 - 9月25日（約6ヵ月、192日間）
- 主催：名古屋市・グループファンタジア（東急不動産・ホールネットワーク・サノヤス・ヒシノ明昌・竹中工務店・新東通信・i-works[注釈 2]）
- 会場面積：約12ha
- 入場料：会場の入場料は無料だが、有料施設もあった。アトラクションは有料。
- ほとんどのパビリオンにおいて、電子マネーEdyが使用できた（ポケパークのアトラクション利用の場合はEdyでの支払のみ）。

## 施設・パビリオン
※ 印はデ・ラ・ファンタジア終了後の現在も営業している施設
- ラ・バーモささしま（現：マーケットスクエアささしま） ※

複合娯楽施設。109シネマズ名古屋を筆頭に16店舗が出展。
- Zepp Nagoya（ゼップナゴヤ）※

最大1800人収容可能なライブホール
- ポケパーク（Pokemon The Park 2005）

ポケモンをテーマにしたテーマパーク。
- 光の建築 ルーチフェスタ

イタリアの光の芸術「ルーチフェスタ」、テンピオ、アルコ・トレッタ、ソフィットの3点が出展。
- デリファンタジア

世界各国のテイクアウト料理を中心としたフードコート、33店舗が出展。
- マーケットファンタジア

世界各国の雑貨・名産品を販売する施設、18店舗が出展。
- 手塚治虫のCOSMO ZONE THEATER

手塚治虫ワールドを演出するスーパープラネタリウムを中心とするバビリオン。
- アートオブスターウォーズ展
- 恐竜博2005
- GLAMOROUS ONE-92（グラマラス192）

1980年代のディスコを再現したテーマ館、VIPエリアの結婚式場もある。
- AMUSEMENT WORLD（アミューズメントワールド）

アミューズメントをテーマとしたバビリオン。
- DING DONG DANG（ディンドンダン）
- ミュージックジャングルカフェ

5店舗が出展するライブレストラン。
- 市民展示館&ステージ広場

様々なイベントが催しがされる多目的ホール。
- ポケモンだいすき郵便局

臨時郵便局として会期中設置された。また、会期後半の8月1日からはポケモンのキャラクターの小型印も設置された

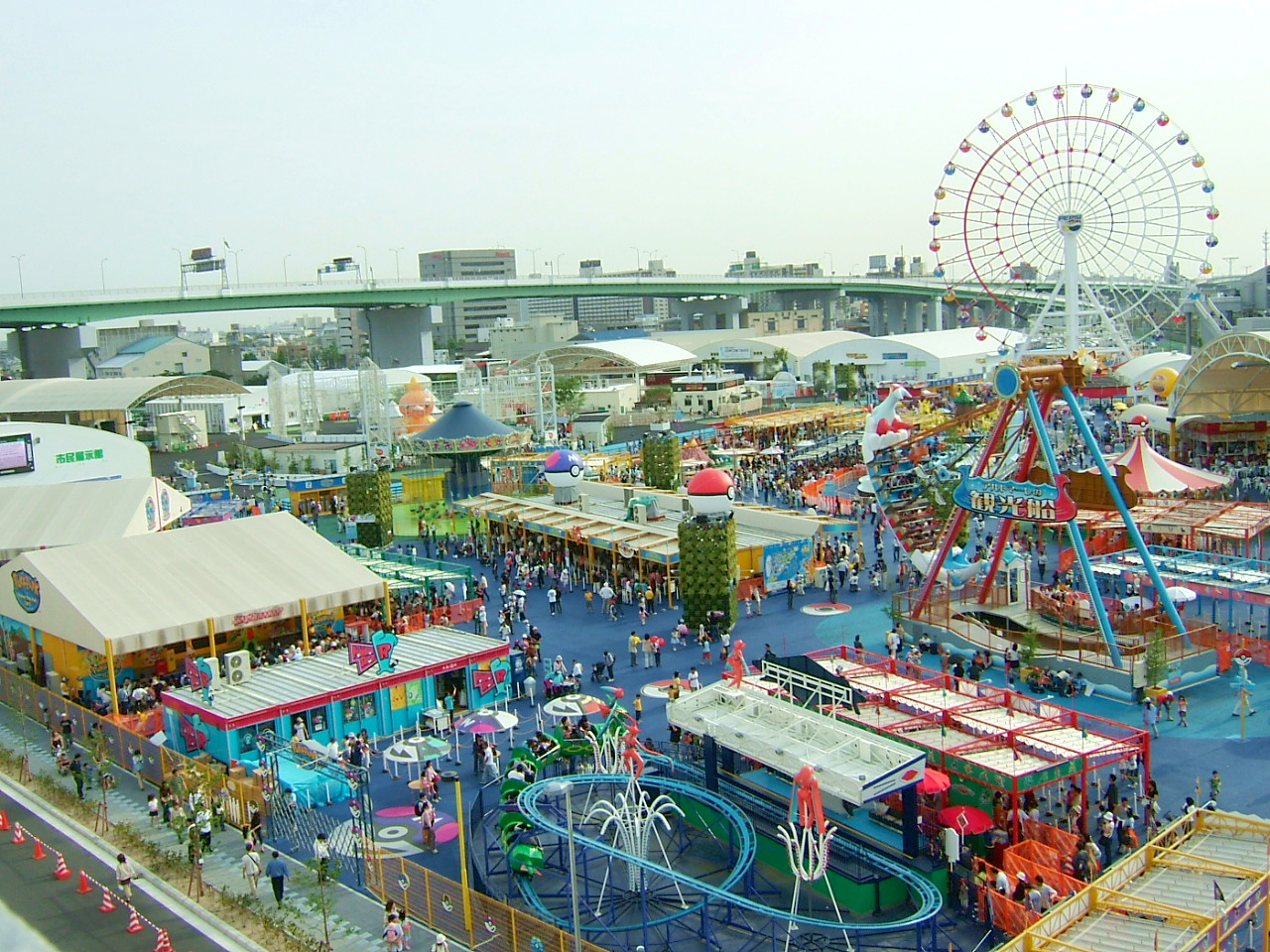
デ・ラ・ファンタジア
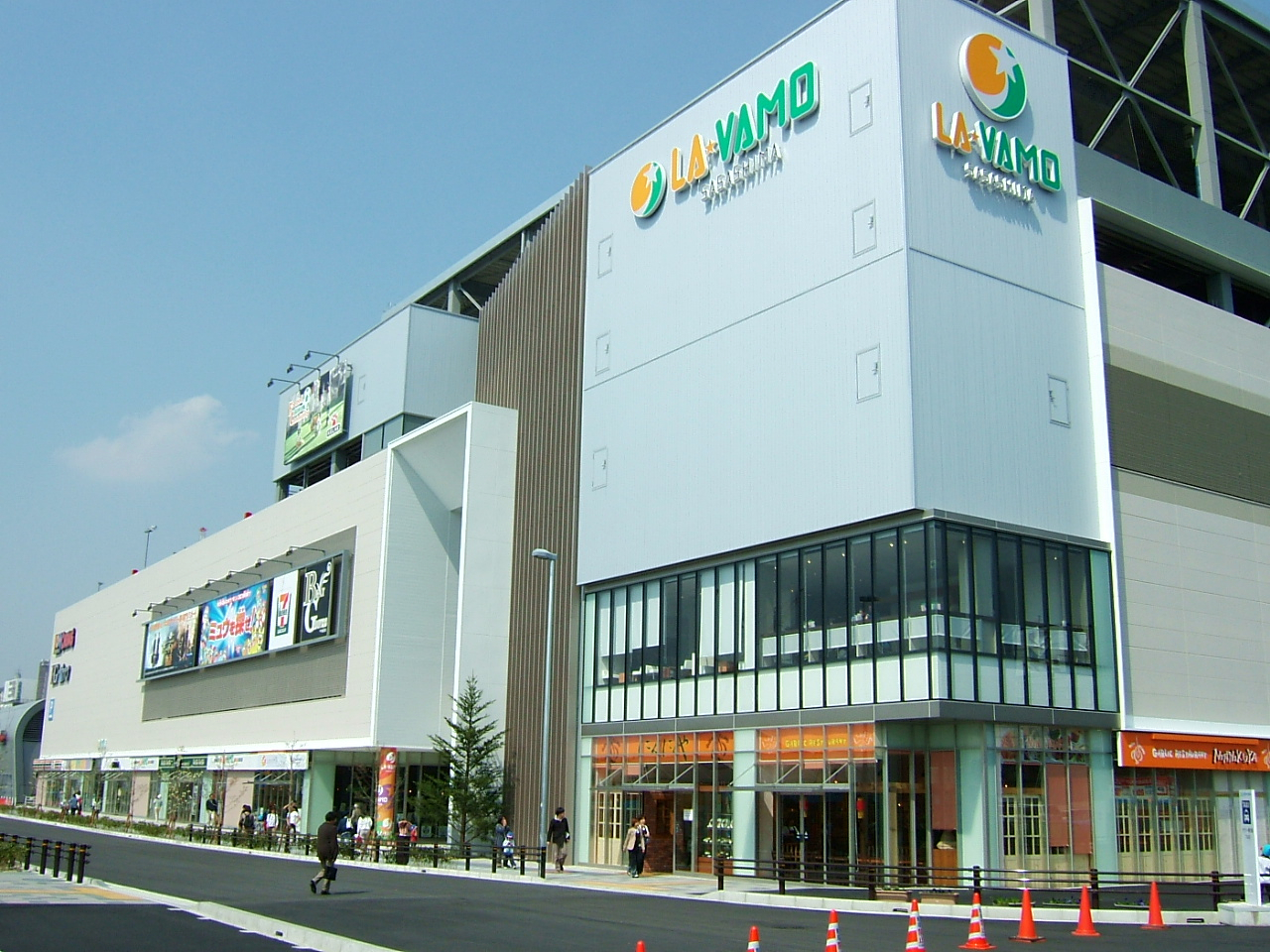
ラ・バーモささしま
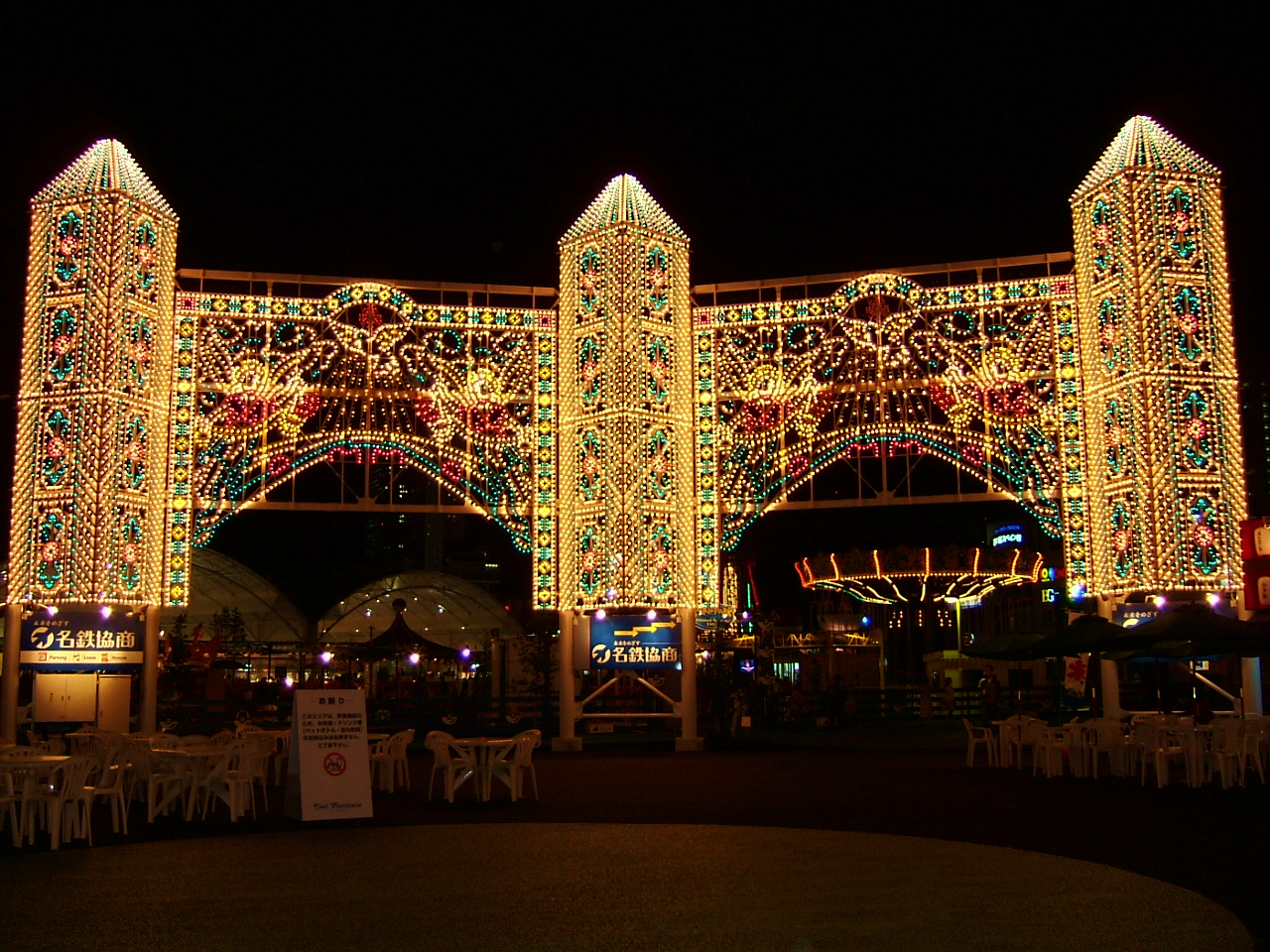
ルーチフェスタ「アルコ･トレッタ」

## 交通アクセス
鉄道
- 名古屋臨海高速鉄道西名古屋港線（あおなみ線）：ささしまライブ駅下車、徒歩1分

路線バス
- 名古屋市営バス：下広井町バス停・運河通バス停下車、徒歩10分

シャトルバス
- 愛・地球博長久手会場東ターミナル ～ ささしまサテライト会場前下車、徒歩2分
  - 名鉄バス・名古屋観光日急の共同運行。ただし、降りる場合は事前又はバス停直前に運転手に依頼する必要がある。
  - 名古屋駅（名鉄バスセンター）発の万博会場東ターミナル行きは午後からの便は停車するが下車する事はできない。

ロンドンバス
つばめタクシー運営
- 名古屋栄テレビ塔 ～ ささしまサテライト会場下車、徒歩1分

ささしま・名城シャトルバス
2005年9月25日までの土日祝日限定
- 名古屋バスターミナルのレモンホーム0番のりば名古屋駅バス停 ～ ささしまサテライト会場前下車、徒歩3分
- 名古屋城正門前バス停 ～ ささしまサテライト会場前下車、徒歩3分

自動車
- 駐車場700台（有料）
  - 最寄りICは名古屋高速5号万場線黄金出入口（伊勢湾岸道・東名高速・名神高速方面）、烏森出入口（東名阪道・伊勢道方面）となる。